# Marmorica
Die Marmorica ist eine Fähre der Regional-Fährgesellschaft Toscana Regionale Marittima (TOREMAR). Sie wird auf der Fährverbindung zwischen Piombino in der Toskana und Portoferraio auf der Insel Elba im Toskanischen Archipel eingesetzt.

## Geschichte
Die Marmorica wurde 1980 fertiggestellt.

## Technische Daten
Das Schiff wird von zwei Sechzehnzylinder-Dieselmotoren des Herstellers Grandi Motori Trieste (GMT) mit 5692 kW Leistung angetrieben. Sie fasst neben 530 Passagieren auch 101 Autos.